# イラティの森
イラティの森（バスク語、Iratiko oihana）は、スペインとフランスにまたがる森林。ピレネー山脈の山中、イラティ川源流域に広がる。

## 地理

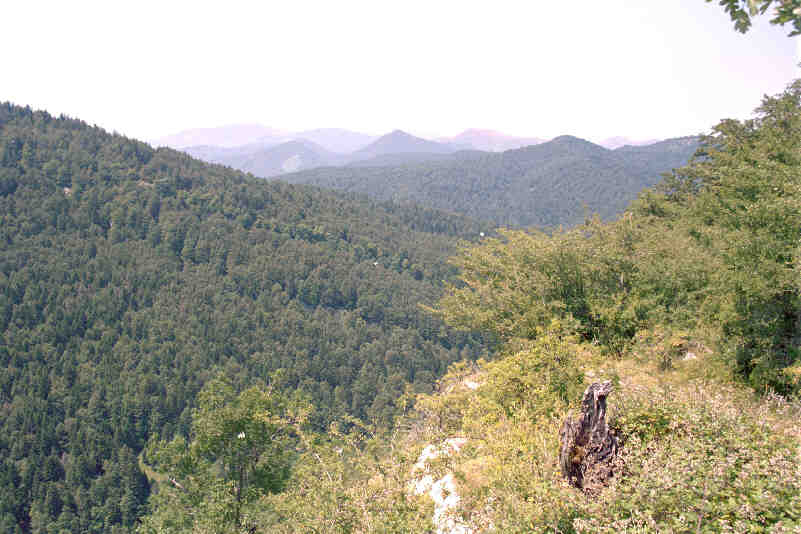
森の様子

イラティの森は、173 km2の地域を覆う、バスク地方の森である。付近に存在する山としては、オカベ山とオリ山が挙げられる。この場所は、フランス領バスクのスールとバス＝ナヴァール、スペインのナバーラ州にまたがっている。人口は希薄であり、1964年に建設された道が存在する程度である。

## 名称の由来
名称はイラティ川にちなんで命名された
。
一方でオッソー・イラティというチーズはイラティの森にちなんでいる
。